# Novouzenskij rajon
Il Novouzenskij rajon (in russo Новоузенский район?) è un rajon dell'Oblast' di Saratov, nella Russia europea; il suo capoluogo è Novouzensk.